# NGC 565
NGC 565 је спирална галаксија у сазвежђу Кит која се налази на NGC листи објеката дубоког неба.
Деклинација објекта је - 1° 18' 21" а ректасцензија 1h 28m 10,0s. Привидна величина (магнитуда) објекта NGC 565 износи 13,6 а фотографска магнитуда 14,5. NGC 565 је још познат и под ознакама UGC 1052, MCG 0-4-158, CGCG 385-153, DRCG 7-47, PGC 5481.